# José Ignacio Pavón
José Ignacio Pavón född  1791 Veracruz och död 24 maj, 1866, Mexico City var mexikansk jurist, politiker och landets konservative president 3 dagar 1860.